# 92.ª edición de los Premios Óscar
La 92.ª edición de los Óscar premió a las mejores películas de 2019. Organizada por la Academia de Artes y Ciencias Cinematográficas, tuvo lugar en el Dolby Theatre de Los Ángeles (Estados Unidos) el 9 de febrero de 2020.
Tras más de una década en la que la ceremonia tuvo lugar a finales del mes de febrero, está ceremonia se celebró a comienzos de dicho mes. Durante la ceremonia se entregaron los Premios de la Academia (popularmente conocidos como los «Óscar») en 24 categorías. Fue televisada en Estados Unidos por la ABC, producida por Lynette Howell Taylor y Stephanie Allain.
Esta edición estuvo marcada por el histórico triunfo de la película de Corea del Sur, Parásitos quien ganó 4 categorías incluyendo Mejor película, convirtiéndose en la primera película de habla no inglesa en ganar la categoría principal en los 92 años de historia de la Academia, así como también ganar de manera simultánea las categorías de Mejor película y Mejor película internacional. La película surcoreana también se convirtió en el tercer film  en la historia en ganar el Óscar a la mejor película y la Palma de Oro del Festival de Cannes, desde Marty  quien logró por última vez dicha proeza en 1955.
La victoria de Joaquin Phoenix como Mejor actor también es considerado como un hito ya que se convirtió en el segundo histrión en ganar la estatuilla por interpretar al Joker, desde que el actor australiano Heath Ledger ganara la estatuilla como Mejor actor de reparto por interpretar al mismo personaje en la película The Dark Knight en 2008; siendo la segunda vez que se premia a dos actores diferentes  por encarnar al mismo personaje desde que Marlon Brando y Robert De Niro lograrían por primera vez dicha hazaña al interpretar al personaje Vito Corleone en las películas del El Padrino y su secuela respectivamente.
Por su parte la compositora Hildur Guðnadóttir se convirtió en la cuarta mujer en ganar el Óscar a la mejor banda sonora en los últimos 22 años, la última compositora en ganar el premio fue Anne Dudley por The Full Monty en 1997, cuando en ese entonces la categoría estaba dividida  en dos apartados: «Mejor banda sonora original dramática» y «Mejor banda sonora original de un musical o comedia».
Honeyland marcó otro hecho inédito en esta edición al conseguir dos nominaciones en las categorías de Mejor película internacional y Mejor largometraje documental; convirtiéndola en el primer documental en lograr una nominación simultánea en ambas categorías en la historia del Óscar.
También en esta edición se otorga por última vez el premio a la mejor edición del sonido, siendo la película Ford v Ferrari  en la última ganadora del Óscar en dicha categoría, a partir de la siguiente edición se unificarán los premios de Edición y Mezcla de Sonido como premio único al Mejor Sonido.
Finalmente es la tercera edición del Óscar donde tres o más películas nominadas en la categoría principal recibieron diez o más nominaciones, las ediciones que previamente registraron este récord fueron la 37.ª ceremonia celebrada en 1965 y 50.º ceremonia celebrada en 1978.

## Información sobre la ceremonia
Durante la reunión de la junta de directores en abril de 2019, la Academia votó renombrar la categoría de "Mejor película de habla no inglesa" como "Mejor película internacional". Las películas animadas y los documentales serán también elegibles para esta categoría renombrada, pero seguirá requiriendo que la mayoría de los diálogos sean en un idioma diferente al inglés.
La categoría de "Mejor maquillaje y peluquería" se ha ampliado de 7 finalistas y 3 candidatos, a 10 finalistas y 5 nominados.

## Programa
| Fecha                | Evento                                                  |
| -------------------- | ------------------------------------------------------- |
| 2 de enero de 2020   | Inicio del período de votación de las nominaciones      |
| 7 de enero de 2020   | Cierre del período de votación de las nominaciones      |
| 13 de enero de 2020  | Anuncio de los nominados                                |
| 27 de enero de 2020  | Comida de nominados                                     |
| 30 de enero de 2020  | Comienzo de la votación final                           |
| 4 de febrero de 2020 | Finalización de la votación final                       |
| 9 de febrero de 2020 | 92.ª ceremonia de entrega de los Premios de la Academia |

## Premios y nominaciones

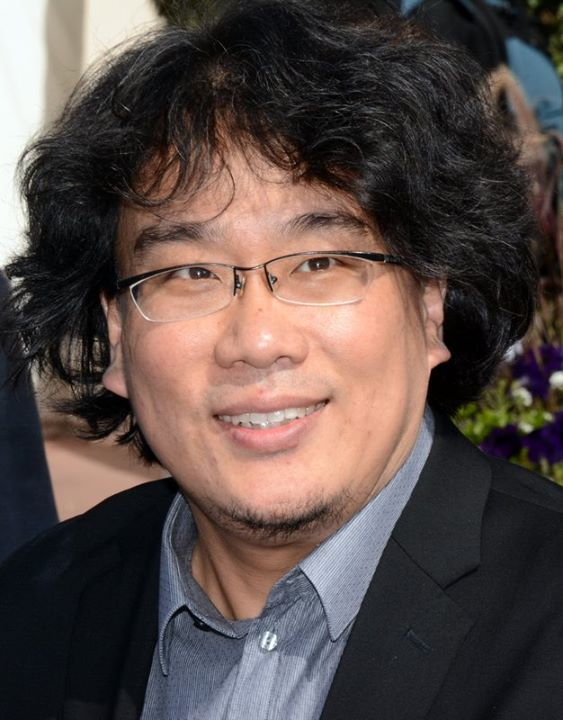
Bong Joon-ho, ganador en las categorías de mejor película, mejor director, mejor guion original y mejor película extranjera por Parásitos.

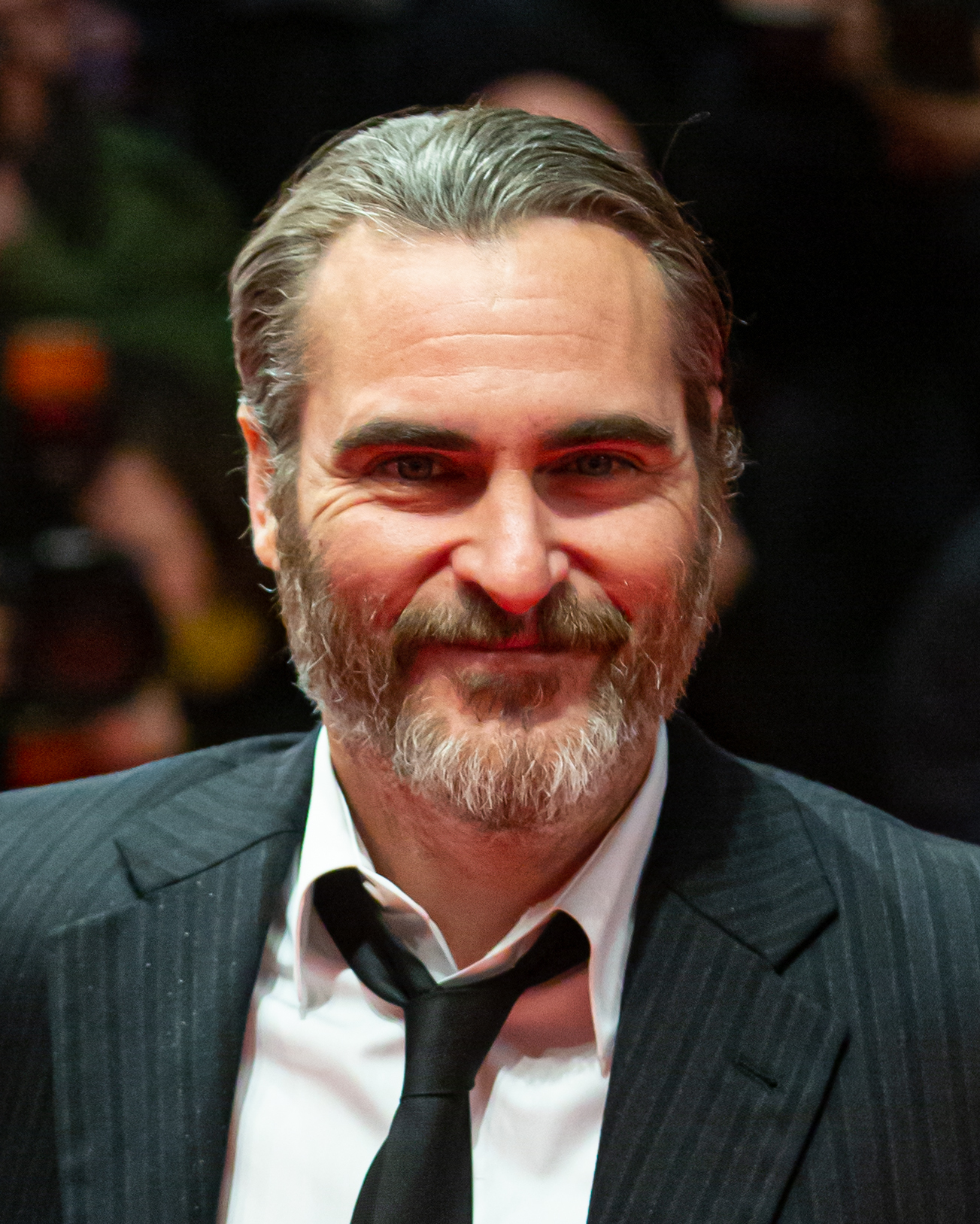
Joaquin Phoenix, ganador del Óscar a mejor actor por Joker.

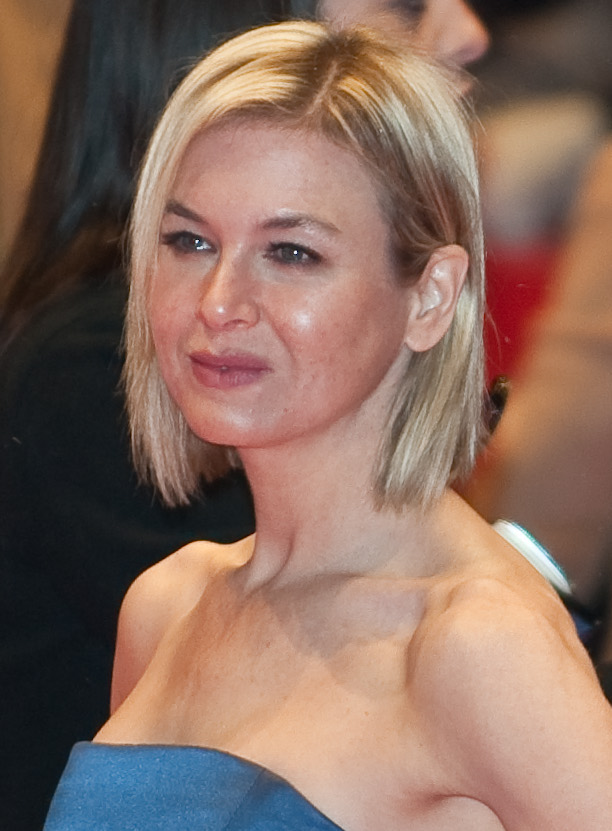
Renée Zellweger, ganadora del Óscar a mejor actriz por Judy.

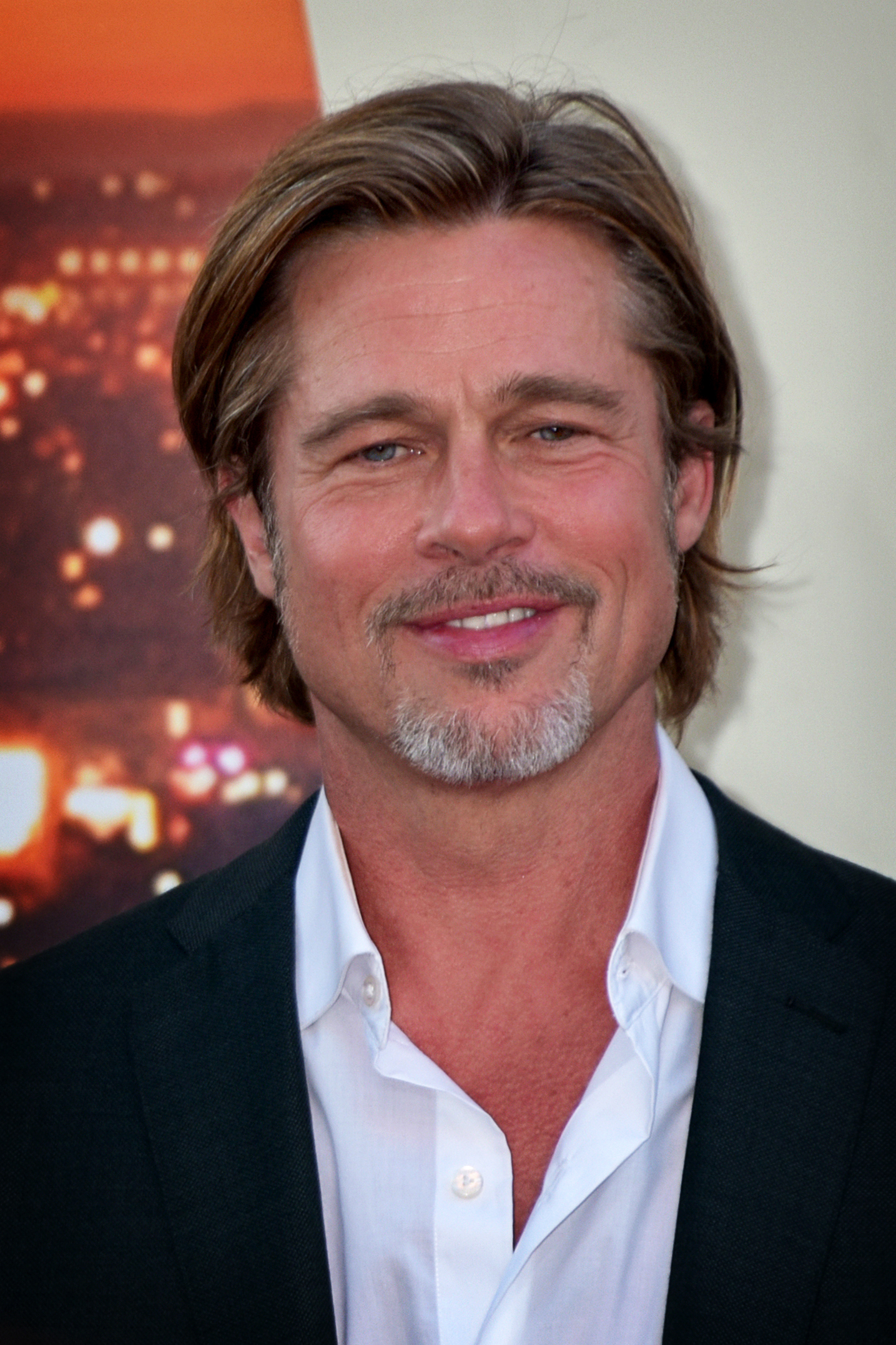
Brad Pitt, ganador del Óscar a mejor actor de reparto por Once Upon a Time in Hollywood.

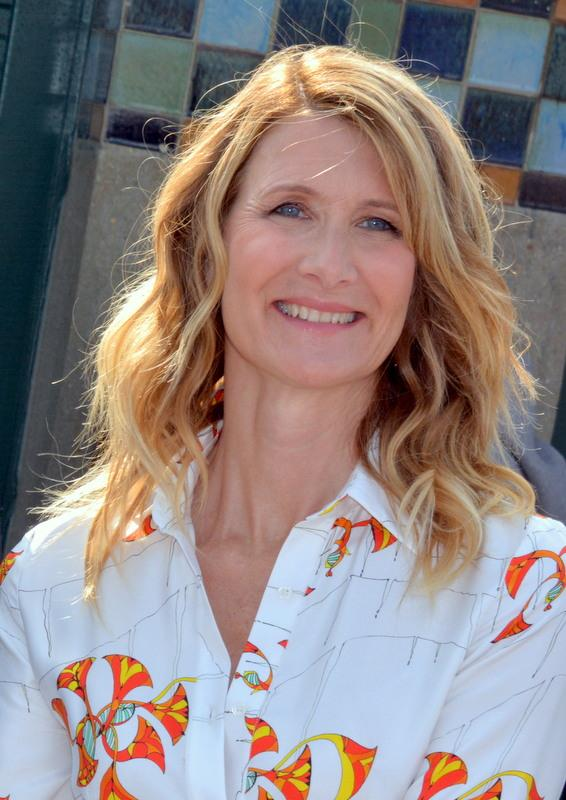
Laura Dern, ganadora del Óscar a mejor actriz de reparto por Historia de un matrimonio.

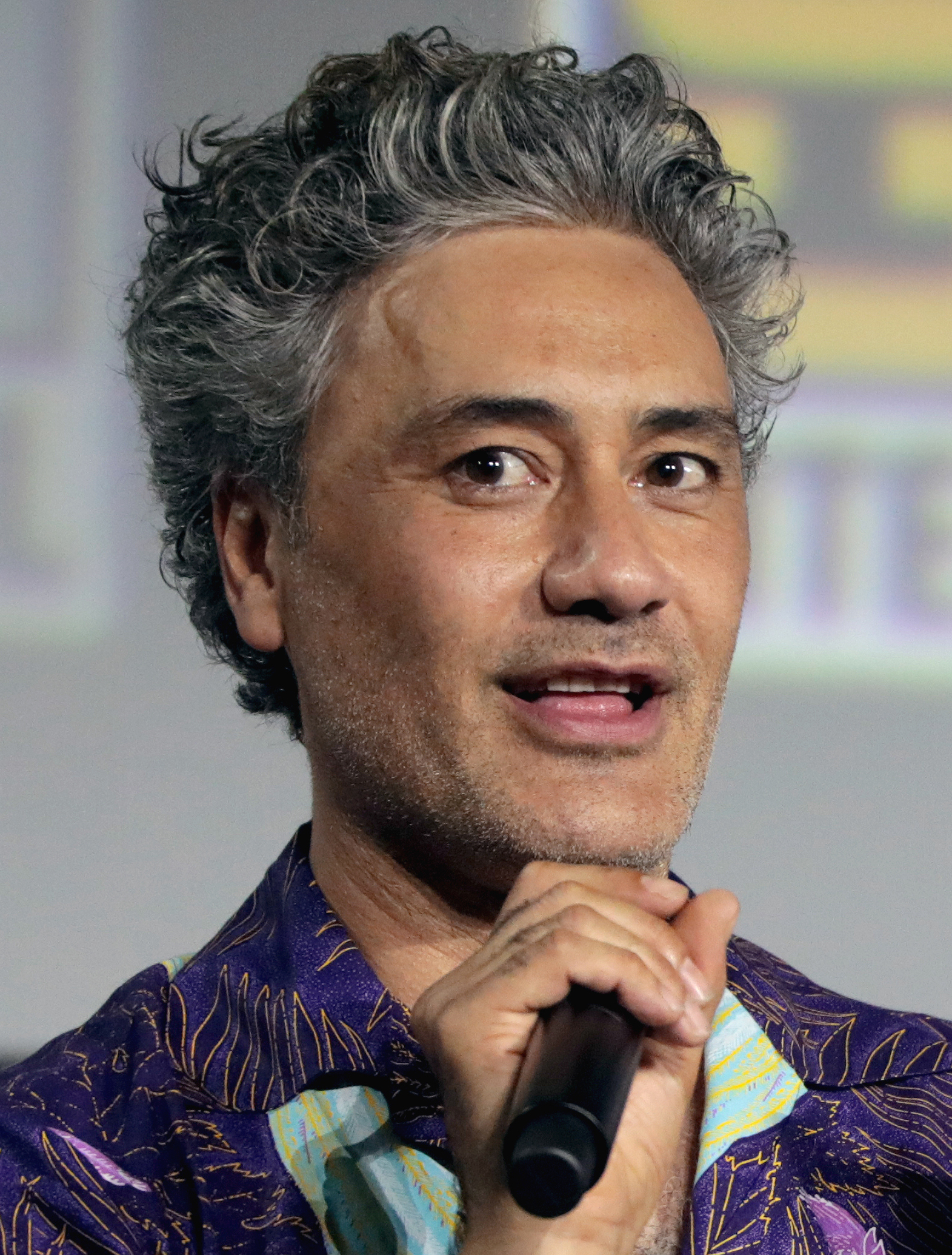
Taika Waititi, ganador del Óscar al mejor guion adaptado por Jojo Rabbit.

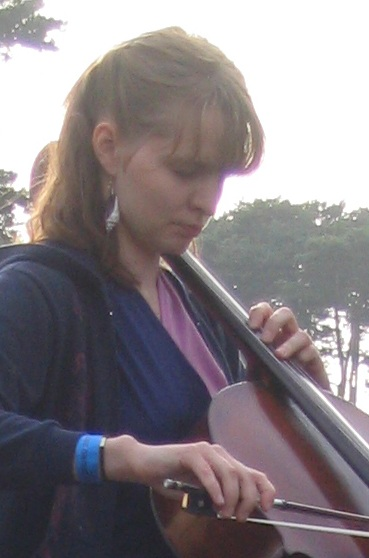
Hildur Guðnadóttir, ganadora del Óscar a la mejor banda sonora por Joker.

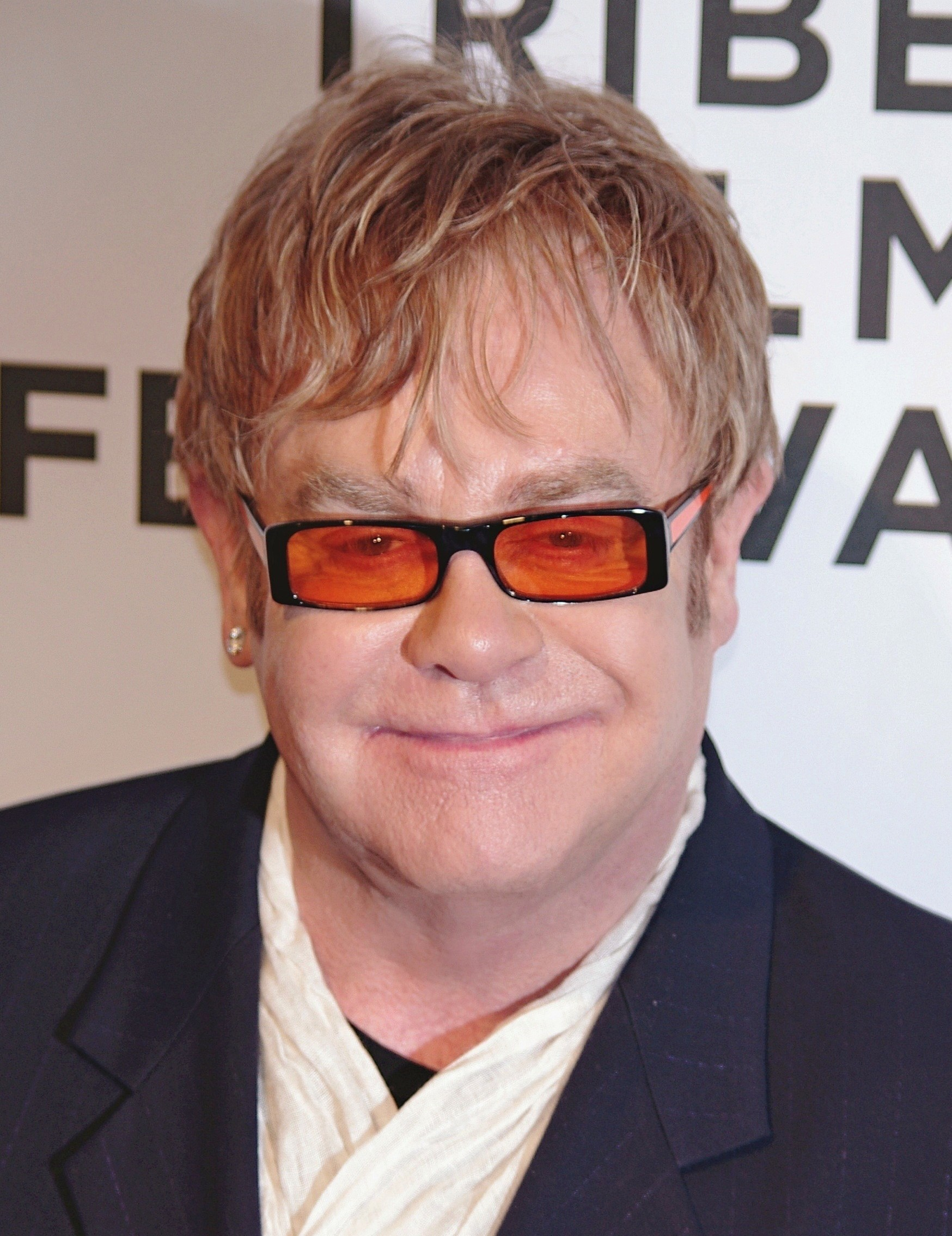
Elton John, ganador del Óscar a mejor canción original por Rocketman.

El 13 de enero de 2020, desde el Samuel Goldwyn Theater de Los Ángeles, se anunciaron los nominados a los 92.° Premios Óscar. Los encargados de hacer el anuncio fueron la actriz Issa Rae y el actor John Cho. La película Joker se hizo con el mayor número de nominaciones, 11, seguida de El irlandés, 1917 y Once Upon a Time in Hollywood con diez nominaciones cada una.
 Indica el ganador dentro de cada categoría, mostrado al principio y resaltado en negritas. A continuación se listan los nominados al Óscar:
| Mejor película Presentado por: Jane Fonda - Parásitos – Kwak Sin-ae y Bong Joon-ho - Ford v Ferrari – Peter Chernin, Jenno Topping, y James Mangold - El irlandés – Martin Scorsese, Robert De Niro, Jane Rosenthal, y Emma Tillinger Koskoff - Jojo Rabbit – Carthew Neal y Taika Waititi - Joker – Todd Phillips, Bradley Cooper, y Emma Tillinger Koskoff - Little Women – Amy Pascal - Historia de un matrimonio – Noah Baumbach y David Heyman - 1917 – Sam Mendes, Pippa Harris, Jayne-Ann Tenggren, y Callum McDougal - Once Upon a Time in Hollywood – David Heyman, Shannon McIntosh, y Quentin Tarantino | Mejor director Presentado por: Spike Lee - Bong Joon-ho – Parásitos - Martin Scorsese – El irlandés - Todd Phillips – Joker - Sam Mendes – 1917 - Quentin Tarantino – Once Upon a Time in Hollywood |
| Mejor actor Presentado por: Olivia Colman - Joaquin Phoenix – Joker, como Arthur Fleck / Joker - Antonio Banderas – Dolor y gloria, como Salvador Mallo - Leonardo DiCaprio – Once Upon a Time in Hollywood, como Rick Dalton - Adam Driver – Historia de un matrimonio, como Charlie Barber - Jonathan Pryce – Los dos papas, como Jorge Mario Bergoglio | Mejor actriz Presentado por: Rami Malek - Renée Zellweger – Judy, como Judy Garland - Cynthia Erivo – Harriet, como Harriet Tubman - Scarlett Johansson – Historia de un matrimonio, como Nicole Barber - Saoirse Ronan – Mujercitas, como Josephine "Jo" March - Charlize Theron – Bombshell, como Megyn Kelly |
| Mejor actor de reparto Presentado por: Regina King - Brad Pitt – Once Upon a Time in Hollywood, como Cliff Booth - Tom Hanks – A Beautiful Day in the Neighborhood, como Fred Rogers - Anthony Hopkins – Los dos papas, como Benedicto XVI - Al Pacino – El irlandés, como Jimmy Hoffa - Joe Pesci – El irlandés, como Russell Bufalino | Mejor actriz de reparto Presentado por: Mahershala Ali - Laura Dern – Historia de un matrimonio, como Nora Fanshaw - Kathy Bates – Richard Jewell, como Barbara "Bobi" Jewell - Scarlett Johansson – Jojo Rabbit, como Rosie Betzler - Florence Pugh – Mujercitas, como Amy March - Margot Robbie – Bombshell, como Kayla Pospisil |
| Mejor guion original Presentado por: Diane Keaton y Keanu Reeves - Parásitos – Bong Joon-ho y Han Jin-won - Knives Out – Rian Johnson - Historia de un matrimonio – Noah Baumbach - 1917 – Sam Mendes y Krysty Wilson-Cairns - Once Upon a Time in Hollywood – Quentin Tarantino | Mejor guion adaptado Presentado por: Timothée Chalamet y Natalie Portman - Jojo Rabbit – Taika Waititi; basado en Caging Skies, de Christine Leunens - El irlandés – Steven Zaillian; basado en I Heard You Paint Houses, de Charles Brandt - Joker – Todd Phillips y Scott Silver; basado en el personaje del Joker, creado por Bill Finger, Bob Kane y Jerry Robinson - Mujercitas – Greta Gerwig; basado en la novela del mismo nombre de Louisa May Alcott - Los dos papas – Anthony McCarten; basado en la obra The Pope escrita por el propio McCarten |
| Mejor película de animación Presentado por: Mindy Kaling - Toy Story 4 – Josh Cooley, Mark Nielsen y Jonas Rivera - Cómo entrenar a tu dragón 3 – Dean DeBlois, Bradford Lewis y Bonnie Arnold - Perdí mi cuerpo – Jérémy Clapin y Marc Du Pontavice - Klaus – Sergio Pablos, Jinko Gotoh y Marisa Román - Missing Link – Chris Butler, Arianne Sutner y Travis Knight | Mejor película internacional Presentado por: Penélope Cruz - Parásitos (Gisaengchung) (Corea del sur) — Bong Joon-ho - Dolor y gloria (España) — Pedro Almodóvar - Boże Ciało (Polonia) — Jan Komasa - Honeyland (Macedonia del Norte) — Tamara Kotevska y Ljubomir Stefanov - Les misérables (Francia) — Ladj Ly |
| Mejor documental largo Presentado por: Mark Ruffalo - American Factory – Steven Bognar, Julia Reichert y Jeff Reichert - The Cave – Feras Fayyad, Kirstine Barford y Sigrid Dyekjaer - The Edge of Democracy – Petra Costa, Joanna Natasegara, Shane Boris y Tiago Pavan - For sama – Waad Al-Kateab y Edward Watts - Honeyland – Ljubomir Stefanov, Tamara Kotevska y Atanas Georgiev | Mejor documental corto Presentado por: Mark Ruffalo - Learning the Skateboard in a Warzone (If you're a Girl) — Carol Dysinger y Elena Andreicheva - In the Absence — Yi Seung-Jun y Gary Byung-Seok Kam - Life Overtakes Me — John Haptas y Kristine Samuelson - St. Louis Superman — Smriti Mundhra y Sami Khan - Walk Run Cha-Cha — Laura Mix y Colette Sandstedt |
| Mejor cortometraje Presentado por: Shia LaBeouf y Zack Gottsagen - The Neighbors' Window – Marshall Curry - Brotherhood – Meryam Joobeur y Maria Gracia Turgeon - Nefta Football Club – Yves Piat y Damien Megherbi - Saria – Bryan Buckley y Matt Lefebvre - A Sister – Delphine Girard | Mejor cortometraje animado Presentado por: Mindy Kaling - Hair Love – Matthew A. Cherry y Karen Rupert Toliver - Dcera (Daughter) – Daria Kashcheeva - Kitbull – Rosana Sullivan y Kathryn Hendrickson - Memorable – Bruno Collet y Jean-François Le Corre - Sister – Siqi Song |
| Mejor banda sonora Presentado por: Brie Larson, Sigourney Weaver y Gal Gadot - Joker – Hildur Guðnadóttir - Mujercitas – Alexandre Desplat - Historia de un matrimonio – Randy Newman - 1917 – Thomas Newman - Star Wars: Episodio IX - El ascenso de Skywalker – John Williams | Mejor canción original Presentado por: Brie Larson, Sigourney Weaver y Gal Gadot - «(I'm Gonna) Love Me Again» de Rocketman– Música: Elton John; Letra: Bernie Taupin - «I can't let you throw yourself away» de Toy Story 4 – Letra y música: Randy Newman - «I'm standing with you» de Breakthrough – Letra y música: Diane Warren - «Into the Unknown» de Frozen 2 – Letra y música: Kristen Anderson-Lopez y Robert Lopez - «Stand up» de Harriet – Letra y música: Joshuah Brian Campbell y Cynthia Erivo                                               |
| Mejor edición de sonido Presentado por: Salma Hayek y Oscar Isaac - Ford v Ferrari – Donald Sylvester - Joker – Alan Robert Murray - 1917 – Oliver Tarney y Rachael Tate - Once Upon a Time in Hollywood – Wylie Stateman - Star Wars: Episodio IX - El ascenso de Skywalker – Matthew Wood y David Acord | Mejor sonido Presentado por: Salma Hayek y Oscar Isaac - 1917 – Mark Taylor y Stuart Wilson - Ad Astra – Gary Rydstrom, Tom Johnson y Mark Ulano - Ford v Ferrari – Paul Massey, David Gianmarco y Steven A. Morrow - Joker – Tom Ozanich, Dean Zupancic y Tod Maitland - Once Upon a Time in Hollywood – Michael Minkler, Christian P. Minkler y Mark Ulano |
| Mejor diseño de producción Presentado por: Maya Rudolph y Kristen Wiig - Once Upon a Time in Hollywood – Diseño de producción: Barbara Ling; Decorados: Nancy Haigh - El irlandés – Diseño de producción: Bob Shaw; Decorados: Regina Graves - Jojo Rabbit – Diseño de producción: Ra Vincent; Decorados: Nora Sopková - 1917 – Diseño de producción: Dennis Gassner; Decorados: Lee Sandales - Parásitos – Diseño de producción: Lee Ha Jun; Decorados: Cho Won Woo | Mejor fotografía Presentado por: Will Ferrell y Julia Louis-Dreyfus - 1917 – Roger Deakins - El irlandés – Rodrigo Prieto - Joker – Lawrence Sher - El faro – Jarin Blachke - Once Upon a Time in Hollywood – Robert Richardson |
| Mejor maquillaje y peluquería Presentado por: Ray Romano y Sandra Oh - Bombshell – Kazu Hiro, Anne Morgan y Vivian Baker - Joker – Nicki Ledermann y Kay Georgiou - Judy – Jeremy Woodhead - Maleficent: Mistress of Evil – Paul Gooch, Arjen Tuiten y David White - 1917 – Naomi Donne, Tristan Versluis y Rebecca Cole | Mejor diseño de vestuario Presentado por: Maya Rudolph y Kristen Wiig - Mujercitas – Jacqueline Durran - El irlandés – Sandy Powell y Christopher Peterson - Jojo Rabbit – Mayes C. Rubeo - Joker – Mark Bridges - Once Upon a Time in Hollywood – Arianne Phillips |
| Mejor montaje Presentado por: Will Ferrell y Julia Louis-Dreyfus - Ford v Ferrari – Michael McCusker y Andrew Buckland - El irlandés – Thelma Schoonmaker - Jojo Rabbit – Tom Eagles - Joker – Jeff Groth - Parásitos – Yang Jinmo | Mejores efectos visuales Presentado por: James Corden y Rebel Wilson - 1917 – Guillaume Rocheron, Greg Butler y Dominic Touhy - Avengers: Endgame – Dan DeLeeuw, Russell Earl y Dan Sudick - El irlandés – Pablo Helman, Leandro Estebecorena, Nelson Sepulveda-Fauser y Stephane Grabli - El rey león – Robert Legato, Adam Valdez, Andrew R. Jones y Elliot Newman - Star Wars: Episodio IX - El ascenso de Skywalker – Roger Guyett, Neal Scanlan, Patrick Tubach y Dominic Tuohy                                                                         |

### Premios de los Gobernadores
La Academia celebró su 11.ª Ceremonia de entrega  de los Premios de los Gobernadores el 27 de octubre de 2019, donde se presentaron los siguientes premios:
Óscar honorífico
- David Lynch (Director y guionista estadounidense)[14]
- Wes Studi (Actor estadounidense nativo cheroqui)[14]
- Lina Wertmüller (Directora y guionista italiana)[14]

Premio Humanitario Jean Hersholt
- Geena Davis (actriz estadounidense)[14]

## Películas con múltiples nominaciones
| Película                                         | Nominaciones | Premios |
| ------------------------------------------------ | ------------ | ------- |
| Joker                                            | 11           | 2       |
| 1917                                             | 10           | 3       |
| Once Upon a Time in Hollywood                    | 10           | 2       |
| El irlandés                                      | 10           | 0       |
| Parásitos                                        | 6            | 4       |
| Jojo Rabbit                                      | 6            | 1       |
| Mujercitas                                       | 6            | 1       |
| Historia de un matrimonio                        | 6            | 1       |
| Ford v Ferrari                                   | 4            | 2       |
| Bombshell                                        | 3            | 1       |
| Star Wars: Episodio IX - El ascenso de Skywalker | 3            | 0       |
| Los dos papas                                    | 3            | 0       |
| Judy                                             | 2            | 1       |
| Toy Story 4                                      | 2            | 1       |
| Harriet                                          | 2            | 0       |
| Honeyland                                        | 2            | 0       |
| Dolor y gloria                                   | 2            | 0       |